# Stazione di Sendai (Kagoshima)
La stazione di Sendai (川内駅?, Sendai-eki) è una stazione ferroviaria di Sendai, città della prefettura di Kagoshima percorsa dalla linea ad alta velocità del Kyūshū Shinkansen, dalla linea principale Kagoshima e dalla ferrovia privata ferrovia arancio Hisatsu.

## Linee

### Treni
- JR Kyushu
  - Kyūshū Shinkansen
  - Linea principale Kagoshima
- Hisatsu Orange Railway
  - Ferrovia arancio Hisatsu